# OMNIScience
OMNIScience (The Science Show en anglais) est une émission de télévision éducative québécoise à caractère scientifique, diffusée du 28 août 1989 au 1er juin 1996 à Radio-Québec, ainsi que sur TFO et France 3.

## Synopsis
La série se veut une encyclopédie audiovisuelle ayant comme sujet la science et les technologies qui renouvelle le genre documentaire. Elle utilise les moyens de productions les plus récents (comme l'infographie et les effets spéciaux numériques) pour enrichir l'écriture du contenu de chaque épisode. Plusieurs professeurs de 107 pays se sont portés acquéreurs de la série. Cette série est le fruit d'une collaboration entre les Productions Coscient (Québec) et CSM Productions (France) et a été faite avec la participation du Ministère de l'Enseignement supérieur et de la Science du Québec et de l'Agence de Coopération Culturelle et Technique. Notons entre autres la participation de Claire Pimparé à l'animation de la série et de Mario Desmarais à la narration.
Pour terminer, la musique de la série est signée Serge Locat (ex-Harmonium). Une bande sonore sur disque compact est parue en 1990 pour promouvoir la série.

## Distribution
- Claire Pimparé : Animation
- Mario Desmarais : Narration (version québécoise)
- Jean-Philippe Puymartin : Narration (version européenne, 1988-1992)
- Michel Elias : Narration (version européenne, 1992-1996)

## Fiche technique
- Maisons de production : Les Productions Coscient (Québec), CSM Productions (France), France 3, TFO, Radio-Québec
- Conception : Laurier Bonin
- Réalisation : Laurier Bonin, Richard Jutras, Denise Payette, François Lasaygues, Laurent Serre
- Musique et effets sonores : Serge Locat
- Maison de services : PMT Vidéo
- Producteur : François Saint-Laurent
- Producteurs exécutifs : Richard Laferrière, Laurent Gaudreau, Yves Moquin
- Télédiffuseurs : Radio-Québec (de 1989 à 1996), TFO (de 1988 à 1994), France 3
- Distribution : Périodica Vidéo

## Numéros et thèmes abordés
À titre d'exemples concrets, voici la liste des numéros diffusés en France durant les mois d'août et septembre 1991.
Ils ont été diffusés quotidiennement en fin de matinée sur FR3 (France 3), dans le cadre de l’émission « Continentale d’été », du no 1 au no 27.
Jeudi 1er août 1991 : « À la découverte du cerveau » (No 1/55)
Vendredi 2 août 1991 : « Les forêts » (No 2/55)
Samedi 3 août 1991 : « Le plaisir » (No 3/55)
Lundi 5 août 1991 : « Le génie génétique » (No 4/55)
Mardi 6 août 1991 : « Le système immunitaire » (No 5/55)
Mercredi 7 août 1991 : « Les télécommunications » (No 6/55)
Jeudi 8 août 1991 : « L’alimentation » (No 7/55)
Vendredi 9 août 1991 : « Le cerveau numérique » (No 8/55)
Samedi 10 août 1991 : « Le langage » (No 9/55)
Lundi 12 août 1991 : « L’environnement » (No 10/55)
Mardi 13 août 1991 : « Le vieillissement » (No 11/55)
Mercredi 14 août 1991 : « Les matériaux » (No 12/55)
Jeudi 15 août 1991 : « L’aéronautique » (No 13/55)
Vendredi 16 août 1991 : « Le nucléaire » (No 14/55)
Samedi 17 août 1991 : « La criminalistique » (No 15/55)
Lundi 19 août 1991 : « La conquête de l’Espace » (No 16/55)
Mardi 20 août 1991: « Tendances médicales » (No 17/55)
Mercredi 21 août 1991 : « La pharmacologie » (No 18/55)
Jeudi 22 août 1991 : « Trois instruments scientifiques modernes » (No 19/55)
Vendredi 23 août 1991 : « Océanographie » (No 20/55)
Samedi 24 août 1991 : « L’énergie » (No 21/55)
Lundi 2 septembre 1991 : « Techniques d’enregistrement et de reproduction moderne » (No 22/55)
Mardi 3 septembre 1991 : « Le pouvoir de l’esprit » (l'hypnose, le bio-feedback, et les messages subliminaux) (No 23/55)
Mercredi 4 septembre 1991 : « La conservation des œuvres » (No 24/55)
Jeudi 5 septembre 1991 : « La vision » (No 25/55)
Vendredi 6 septembre 1991 : « Le contrôle de la douleur » (No 26/55)
Samedi 7 septembre 1991 : « Les mathématiques de la nature » (No 27/55)